# Poplar-Cotton Center (Kalifornija)
Poplar-Cotton Center je naseljeno područje za statističke svrhe u američkoj saveznoj državi Kalifornija. Prema popisu stanovništva iz 2010. u njemu je živjelo 2.470 stanovnika.